# Envie de vivre
Envie de vivre (pol. Pragnienie życia) – singiel belgijskiej piosenkarki Nathalie Sorce napisany przez Silvio Pezzuto i wydany w 2000 roku.
W 2000 roku utwór reprezentował Belgię w 45. Konkursie Piosenki Eurowizji dzięki wygraniu w lutym finału krajowych eliminacji eurowizyjnych dzięki uzyskaniu największego wsparcia telewidzów. 13 maja Sorce zaprezentowała numer w finale widowiska i zajęła w nim ostatnie, 24. miejsce z dwoma punktami na koncie.

## Lista utworów
CD single
1. „Envie de vivre”
2. „When We All Get to Heaven”